# Eugène Étienne
Pour les articles homonymes, voir Étienne.
Eugène Étienne est un homme politique français, né le 15 décembre 1844 à Oran (Algérie) et mort le 13 mai 1921 à Paris. Il fut avant la Première Guerre mondiale l'un des principaux chefs du « parti colonial », avec Auguste d'Arenberg, et organisa notamment en 1892 le Groupe colonial et des affaires extérieures à la Chambre des députés qui comptait environ deux cents parlementaires. Affilié à l'Alliance démocratique, il était gambettiste.
Devant l'histoire, il est tenu pour avoir une part de responsabilité dans l'hécatombe de soldats français des premiers mois de la Première Guerre mondiale, ayant refusé de changer les couleurs de leur uniforme, en s'exclamant « Le pantalon rouge, c'est la France ! », alors qu'il était ministre de la guerre en 1913.

## Biographie

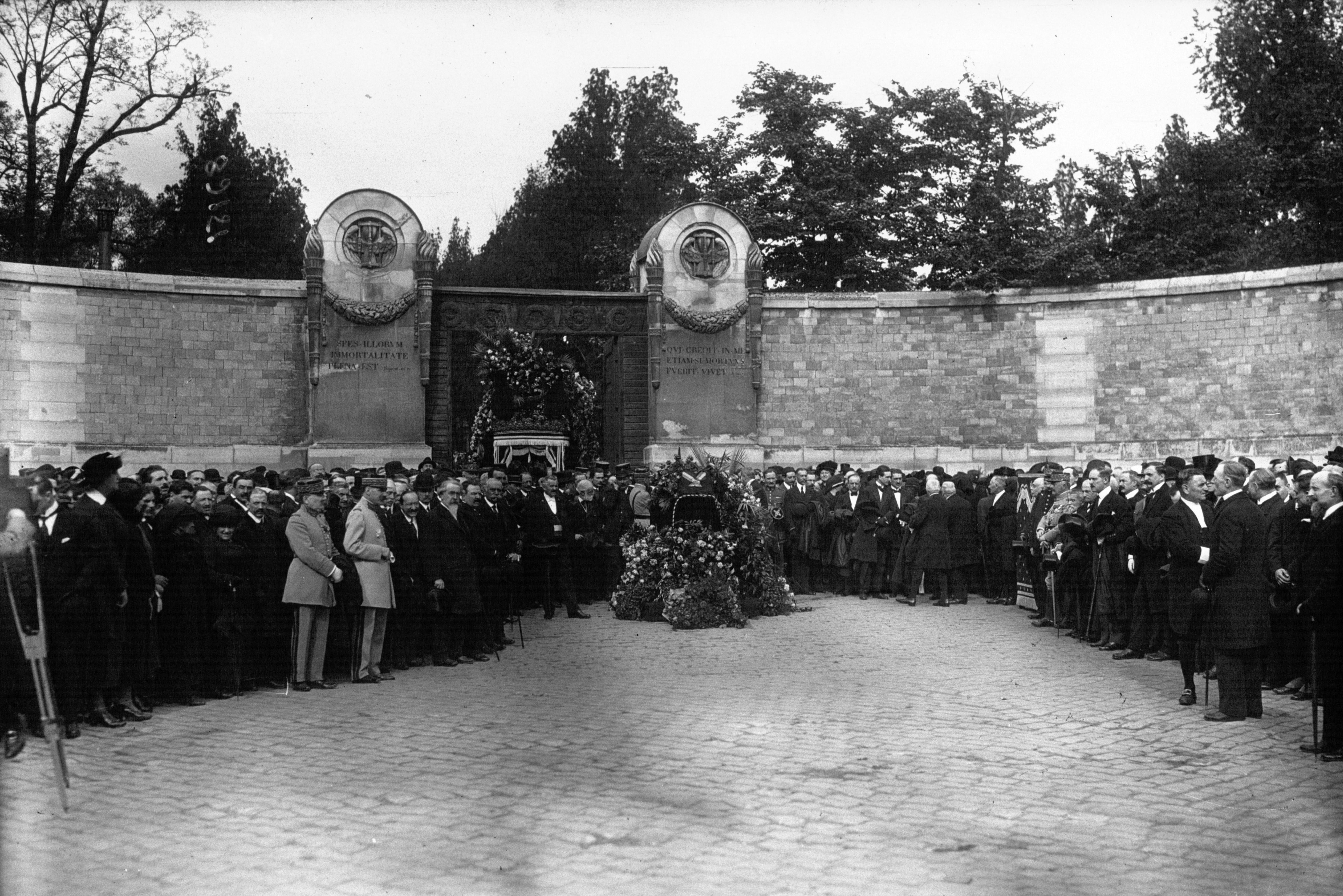
Obsèques au cimetière du Père-Lachaise.

Eugène Étienne, né à Oran, est le fils d'un soldat de la conquête de l'Algérie. Il est employé aux Messageries maritimes et soutient Gambetta à son élection de 1869, avant même la chute du Second Empire. Il est proche d'Émile Bouchet, député radical socialiste. En 1878, il est nommé inspecteur des chemins de fer. En 1879, il fonde un cabinet d'avocats avec Émile Bouchet et Jules Blancsubé. Il est élu sans discontinuer à la Chambre des députés de 1881 à 1919 où il défend les intérêts de l'Algérie française, lui valant le sobriquet de « Notre-Dame des coloniaux »
- Sous-secrétaire d'État à la Marine et aux Colonies du 8 juin au 12 décembre 1887 dans le gouvernement Maurice Rouvier (1),
- Sous-secrétaire d'État aux Colonies du 14 mars 1889 au 27 février 1892 dans le gouvernement Pierre Tirard (2) et le gouvernement Charles de Freycinet (4),
- Ministre de l'Intérieur du 24 janvier au 12 novembre 1905 dans le gouvernement Maurice Rouvier (2)
- Ministre de la Guerre du 12 novembre 1905 au 25 octobre 1906 dans les gouvernements Maurice Rouvier (2), Maurice Rouvier (3) et Ferdinand Sarrien,
- Ministre de la Guerre du 21 janvier au 9 décembre 1913 dans les gouvernements Aristide Briand (3), Aristide Briand (4) et Louis Barthou.

Eugène Étienne préside la Société Gambetta, il est par ailleurs le chef du parti colonial, le fondateur et président du Comité de l'Asie française, du Comité de l'Afrique française ainsi que du Comité du Maroc. Homme d'affaires avisé, il fut aussi président du conseil d'administration de la Compagnie générale des omnibus de Paris, des Tréfileries et laminoirs du Havre (dès 1911) et membre du comité consultatif des chemins de fer.
Franc-maçon, il intègre la loge de L’Étoile de l’Orient de Mascara en octobre 1889, puis s'affilie à la loge Cosmos à l’« Orient » de Paris en octobre 1899 et enfin à L’Union de Tlemcen, à l’Orient du même nom, en octobre 1902. Son entrée en franc-maçonnerie serait mue par des motivations carriéristes, et l'idée de profiter des avantages qu'offrent les réseaux d'influence au sein des loges.
Selon l'historien Charles-Robert Ageron, Eugène Étienne « entraîna la Chambre à exiger la conquête de Madagascar, il fit aboutir l’« Entente cordiale » (1904), ainsi que le protectorat français au Maroc».
Eugène Etienne fonde la Ligue coloniale en 1907 mais comme elle recueillait peu d'adhésions, elle fusionna avec la très populaire Ligue maritime ; de là est née en 1921 la Ligue maritime et coloniale, « première organisation de masse du parti colonial (45 217 adhérents en 1921, peut-être 100 000 en 1930) ».
Les intérêts économiques jouent un grand rôle dans l'argumentation d'Eugène Étienne, désireux de promouvoir la colonisation. Il réussit à obtenir le ralliement de milieux d'affaires à la cause du «parti colonial». L'opinion française étant plus intéressée par la revanche contre l'Allemagne que par la colonisation, Eugène Etienne mise sur une légitimation économique de l'entreprise coloniale pour asseoir son discours de propagande.
En 1913, alors qu’il est ministre de la Guerre, il maintient le port du pantalon rouge pour les fantassins. Il prononce la phrase : « Le pantalon rouge, c’est la France ».
Il est élu sénateur d’Oran le 11 janvier 1920 et meurt l’année suivante.
Il meurt d'une crise cardiaque à son domicile 11bis rue Saint-Dominique à Paris. Il est inhumé au cimetière du Père-Lachaise (94e division).

## Hommages passés
Par un arrêté du 15 août 1907, le gouverneur général de l'Afrique-Occidentale française (AOF), Ernest Roume, nomma en son honneur le port de la baie du Lévrier (Mauritanie), « Port Étienne », rebaptisée aujourd'hui Nouadhibou.
La commune de Hennaya, actuellement dans la wilaya de Tlemcen (Algérie), avait été baptisée en 1922 « Eugène-Étienne ». C’était un centre de colonisation créé en 1851 par le général Bugeaud. La commune conserve ce nom jusqu’en 1962, avant de redevenir Hennaya.
Une stèle, installée sur la place du Petit-Vichy, au centre d’Oran, a porté la mention « à Eugène Étienne, Oran reconnaissante ». Une des grandes voies d’Oran était dénommée rue Eugène Etienne ; elle porte désormais le nom de rue Mohamed Baghdadi ; à Tlemcen, la rue Eugène Etienne est devenue rue Commandant Djaber.
Une statue d'Eugène Etienne, financée par la Ligue maritime et coloniale, est érigée dans le jardin d'agronomie tropicale de Paris, qui occupe le site de l'ancien jardin d'essai colonial.

## Œuvres
- Eugène Étienne, Les Compagnies de colonisation, A. Challamel, 1897 lire en ligne sur Gallica